# Maczugowiec błonicy
Maczugowiec błonicy (łac. Corynebacterium diphtheriae) – maczugowiec Gram-dodatni, jest to bakteria tlenowa.
Wymiary wynoszą 0,3–1,4 × 1,2–6,4 μm, kształtu cylindrycznego. Wywołuje ostrą chorobę zakaźną, błonicę.

## Czynniki determinujące chorobotwórczość
Maczugowiec błonicy nie dokonuje inwazji komórek, a jego patogenność spowodowana jest egzotoksyną – toksyną błoniczą. Toksynę wydzielają tylko szczepy lizogenne, które otrzymały od bakteriofaga gen tox. Toksyna jest białkiem i składa się z dwóch podjednostek:
- Frakcji A – aktywnej, odpowiedzialnej za biologiczne właściwości toksyny,
- Frakcji B – wiążącej, której rolą jest przyłączenie toksyny do komórki (przez receptor dla nabłonkowego czynnika wzrostu) oraz transport do jej wnętrza[1].

Żelazo w podłożu hodowlanym hamuje syntezę toksyny.

## Diagnostyka
Diagnostyka laboratoryjna używana jest w celu potwierdzenia diagnozy klinicznej lub w celach epidemiologicznych. Ze względu na zbyt długi czas hodowli rozpoznanie musi się odbyć na podstawie objawów klinicznych. Wymazy (z gardła, nosa, ucha) są posiewane na podłoże Löfflera, bardziej specyficzne podłoże Clauberga oraz na agar z krwią. Na agarze z krwią oceniana jest obecność hemolizy, co pozwala ocenić zjadliwość szczepów (tylko chorobotwórcze wytwarzają hemolizyny). Na tej pożywce wyrastają także bakterie innych rodzajów, w tym flora fizjologiczna, więc jej zastosowanie jest ograniczone. Po wyhodowaniu kolonii należy ocenić toksyczność szczepu za pomocą testu Eleka. 